# Черно брадато саки
Черното брадато саки още сатанинско саки (Chiropotes satanas) е вид бозайник от семейство Сакови (Pitheciidae). Видът е критично застрашен от изчезване.

## Разпространение
Разпространен е в Бразилия.